# Leo Fromer
Leo Fromer-Sarasin (* 26. November 1911 in Lausanne; † 23. Januar 1998) war ein Schweizer Rechtsanwalt und Steuerrechtler in Basel.

## Wirken
Fromer gründete 1941 die Kanzlei Fromer Schultheiss & Staehelin, die seit dem Zusammenschluss mit der Kanzlei Fischer & Megert im Jahr 2011 unter der Bezeichnung Advokatur und Notariat Fromer firmiert. Fromer Schultheiss & Staehelin assistierte unter anderem bei der Verlegung von Kühne + Nagel in die Schweiz im Jahr 1959. Auf Leo Fromer geht die Fromer-Formel zur Berechnung eines angemessenen Salärs mitarbeitender Aktionäre zurück. Diese Formel dient in der Schweiz der Bemessung einer Überschreitung der Verhältnismäßigkeit eines Salärs; bei Überschreitung des mit der Fromer-Formel errechneten Betrags liegt ein Missverhältnis vor. Im Jahr 1960 war Fromer Sekretär des Verbands der Versandgeschäfte. Fromer war Mitglied bzw. Präsident im Verwaltungsrat zahlreicher Unternehmen und wohnte zuletzt in Binningen.
1978 gründete er die Herrschaft von Vaz Stiftung, die Forschung und Lehre zum ehemaligen Herrschaftsgebiet der Freiherren von Vaz fördert. Fromer, Mitglied der Freisinnig-Demokratischen Partei (FDP), gehörte dem 1980 konstituierten Verfassungsrat des Kantons Basel-Landschaft an, dem er in der ersten Sitzung als Alterspräsident vorsass.

## Schriften (Auswahl)
- Die Rothorn-Story – 20 Jahre Rothornbahn Lenzerheide. Verlag Rothorn Touristik AG, 1963.[12]